# Prix Architecture Bretagne
Le Prix Architecture Bretagne est un prix d'architecture créé en 1992, organisé par la Maison de l’Architecture et des espaces en Bretagne, association soutenue par la DRAC de Bretagne. Le prix a pour objectif de récompenser et de promouvoir les architectes qui, à travers leurs réalisations, témoignent de la vitalité et de la qualité de l’architecture contemporaine en Bretagne.

## Organisation
Le prix a été créé en 1992 et était délivrée tous les deux ans, à partir de 2010 il est délivré tous les ans.
Le prix est délivré par plusieurs catégories :
- Équipements publics,
- Lieux d’entreprises,
- Habitat collectif,
- Habitat individuel,
- Réhabilitation-Extension.

À partir de 2013, les catégories ont été légèrement modifiées et de nouvelles catégories sont créées :
- Travailler-Accueillir : bureaux, commerces, industries, tertiaires, administration, sociale et médical,
- Apprendre-Se divertir : enseignement, culture, loisirs et sport,
- Habiter ensemble : logement collectif,
- Habiter : maison individuelle,
- Réhabiliter un équipement: rénovation, extension,
- Réhabiliter un logement : rénovation, extension,
- Aménager : projet urbain.

## Lauréats du Prix Architecture Bretagne

### 2008
Liste des lauréats :

### 2010
Liste des lauréats :
Équipements publics :
- Prix spécial du jury : Plan01 Architectes (Paris) pour le Crématorium de Rennes Métropole à Vern-sur-Seiche (Ille-et-Vilaine)
- Lauréat : Michel Quéré Architecte (Brest) pour le groupe scolaire Kerinou à Brest (ville de Brest, Finistère)
- Mention : Patrice Robaglia Architecte (Saint-Méloir-des-Ondes) pour la Maison Familia à Servon-sur-Vilaine (Communauté de communes du Pays de Châteaugiron, Ille-et-Vilaine)

Lieux d’entreprises :
- Lauréat : Barré-Lambot Architectes (Nantes) pour Taï Shogun à Rennes (Ren Investissements)
- Mention : Lionel Dunet Architecte (Saint-Brieuc) pour les bureaux de l'Adapei 22 à Plérin (Côtes-d'Armor)

Habitat collectif :
- Lauréat : Atelier du Pont (Paris) pour la résidence Lucien Rose à Rennes (Archipel Habitat, Ille-et-Vilaine)

Habitat individuel :
- Lauréat : Opus 5 Architectes (Paris) pour une maison à Belle-Île-en-Mer (Morbihan)
- Lauréat : Michel Grignou Architecte (Quimper) pour la maison U-B à Crozon-Morgat (Finistère)[3]

Réhabilitation-Extension :
- Lauréat : Cocopaq Dominique Bonnot (Saint-Brieuc) pour un centre de loisirs à Tréméven (Finistère).
- Lauréat : Atelier 48.2 (Dinard) pour un loft à Dinard (Ille-et-Vilaine).
- Mention : Jean-Luc Héry Architecte (Brest) pour une extension d'une maison à Brest (Finistère).

### 2011
Les prix ont été remis à Brest. Liste des lauréats :
Équipements publics :
- Lauréat : Valérie Treguer Architecte (Treguer-Velly) pour le centre de secours du SIVU de Plerguer (Ille-et-Vilaine)[5]
- Mention : Michel Kagan Architecture & Associés pour l'Espace social et culturel Aimé Césaire de Rennes (ville de Rennes, Ille-et-Vilaine)
- Mention : Atelier Pellegrino pour la Maison de l'enfance et relais assistante maternelle de Nivillac (ville de Nivillac, Morbihan)

Lieux d’entreprises :
- Prix spécial du jury : Agence d’architecture et d’urbanisme Jean-Pierre Meignan pour le siège social du Crédit agricole d'Ille-et-Vilaine à Saint-Jacques-de-la-Lande (Crédit Agricole, Ille-et-Vilaine)[6]
- Lauréat : Coquard Colleu Charrier Architectes pour les bureaux de la communauté de communes de la Côte de Penthièvre à Saint-Alban (Côtes-d'Armor)[7]
- Mention : Anthracite Architecture 2.0 et David Cras pour le Restaurant inter-entreprises de Saint-Jacques-de-la-Lande (SCI Le Carrousel, Ille-et-Vilaine)
- Mention : A3 Argouarch Architectes Associés pour les ateliers et plateformes de préparation des campagnes à la mer de l'Ifremer de Plouzané (Finistère)

Habitat collectif :
- Lauréat : Clément Gillet Architectes pour la résidence étudiante Languedoc à Rennes (Archipel Habitat)[8]

Habitat individuel :
- Lauréat : AA41 pour une maison individuelle à Crac'h (Morbihan)[9]
- Mention : Agence Isabelle Hiault pour une maison individuelle au Rheu (Ille-et-Vilaine)

Réhabilitation-Extension :
- Lauréat : Yves-Marie Maurer Atelier d’architecture et Catherine Proux Architecte associé pour l'atelier mécanique (restructuration et extension) du Campus de Beaulieu de Université de Rennes I (Ille-et-Vilaine)[10]
- Mention : Yannick Jegado Architecte pour le restaurant scolaire (extension) de la mairie de Morlaix (Finistère)
- Mention : mR Désirs d’Espaces pour la réhabilitation d'une dépendance à Montreuil-sur-Ille (Ille-et-Vilaine)

### 2012
Les prix ont été remis à Lorient le 20 octobre 2012. 
Liste des lauréats:
Travailler/accueillir :
- îlot commercial du Chapeau rouge à Quimper, réalisé par Groupe 6
- Mark Wilson, et le siège du laboratoire de Biotrial, à Rennes, par l'agence Jean-Pierre Meignan.

Apprendre/se divertir :
- Centre de formation des apprentis de Quimper, par atelier arcau.

Habiter ensemble :
- lotissement du Vert Buisson, à Bruz (Ille-et-Vilaine) par Anthracite Architecture 2.0, Atelier Parallèle, Gwenola Gicquel, Jolivet-Roche et Souriant-Guyot.

Habiter :
- une maison à Pléneuf-Val-André (Côtes-d'Armor), par Nunc Architecte-Pierre Béout.

Réhabiliter :
- une maison à Rennes (Ille-et-Vilaine), par Onzième étage et Pau-Eric Schirr Bonnans.

Aménager :
- le site de Kervenanec à Lorient, par DDL Architectes - Yoann Le Corvec.

Prix du public :
- une maison individuelle à Douarnenez (Finistère), par Tania Urvois Architecte.

### 2013
Catégorie travailler / accueillir :
- Lauréat : Centre technique municipal à Mordelles (Ille-et-Vilaine), Agence DLW Architectes
- Mentions :
  - Maison de l'emploi et de la formation professionnelle à Lannion (Côtes-d'Armor), Atelier Arcau
  - Chantier ostréicole à Sarzeau (Morbihan), Agence Horizon Vertical

Catégorie apprendre / se divertir :
- Lauréat : L'Archipel à Laillé (Ille-et-Vilaine), Agence d'Architecture Robert et Sur
- Mention : Médiathèque Phileas Fogg à Saint-Aubin-du-Pavail (Ille-et-Vilaine), David Cras Architectes

Catégorie habiter ensemble :
- Lauréat : Neuf maisons à Vezin-le-Coquet (Ille-et-Vilaine), AA41 et ALL
- Mention : Résidence Les Littorelles à Gosné (Ille-et-Vilaine), Patrick Le Priol Architectes

Catégorie habiter une maison individuelle :
- Lauréat : Maison SKDB à Lannion (Côtes-d'Armor), Alexis Duval

Catégorie réhabiliter un équipement :
- Lauréat : Salle de la Tannerie à Lampaul-Guimiliau (Finistère), Alain Le Scour Architectes

Catégorie réhabiliter un logement :
- Lauréat : Aunis et Navarre à Rennes (Ille-et-Vilaine), Gefflot et Vitel Architectes

Catégorie aménager :
- Lauréat : Espace portuaire à l'Île-aux-Moines (Morbihan), Magnum Architectes et Urbanistes

Prix Public :
- Lauréat : Maison Héléna à Gévezé (Ille-et-Vilaine), Agence d'architecture et d'urbanisme Rhizome (Thierry Dupeux et Hubert Philouze)

Les membres du jury Prix Architecture Bretagne 2013 : Carme Pinos (architecte, Barcelone), présidente, Pascal Victor (architecte), Alphonse Sarthout (architecte), Marc Bigarnet (architecte), Alain Guiheux (architecte), Anne Demians (architecte), Nathalie Dangles (architecte-urbaniste, DRAC de Bretagne), Daniel Cueff (conseiller régional), Marie-Claire Diourion (adjointe au maire), Valery Didelon  (architecte, critique d'architecture dans diverses revues).

### Article externe
- Site de la Maison de l’Architecture de Bretagne